# Антоновецька сільська рада
Антонове́цька сільська́ ра́да — колишня адміністративно-територіальна одиниця та орган місцевого самоврядування в Ярмолинецькому районі Хмельницької області. Адміністративний центр — село Антонівці.

## Загальні відомості
- Територія ради: 26,09 км²
- Населення ради: 748 осіб (станом на 2001 рік)

## Населені пункти
Сільській раді були підпорядковані населені пункти:
- с. Антонівці
- с. Голохвасти

## Склад ради
Рада складалася з 12 депутатів та голови.
- Голова ради: Вармінський Валентин Станіславович
- Секретар ради: Гнидюк Антоніна Петрівна

### Керівний склад попередніх скликань
| Прізвище, ім'я, по батькові        | Основні відомості                                                             | Дата обрання | Дата звільнення |
| ---------------------------------- | ----------------------------------------------------------------------------- | ------------ | --------------- |
| Вармінський Валентин Степанович    | Сільський голова, 1962 року народження, член Української Народної Партії      | 26.03.2006   | 31.10.2010      |
| Вармінський Валентин Станіславович | Сільський голова, 1962 року народження, освіта вища, член партії Єдиний Центр | 31.10.2010   |                 |

Примітка: таблиця складена за даними сайту Верховної Ради України

### Депутати
За результатами місцевих виборів 2010 року депутатами ради стали:

#### За суб'єктами висування
| Суб'єкт висування                     | Кількість обраних депутатів | %    |
| ------------------------------------- | --------------------------- | ---- |
| Самовисування                         | 6                           | 50   |
| Партія регіонів                       | 5                           | 41,7 |
| Політична партія Народний Рух України | 1                           | 8,3  |

#### За округами
| № округу                              | Прізвище, ім'я, по батькові        | Дата визнання обраним | Освіта  | Партійна приналежність      | Відомості про обраного депутата                          |
| ------------------------------------- | ---------------------------------- | --------------------- | ------- | --------------------------- | -------------------------------------------------------- |
| Партія регіонів                       |                                    |                       |         |                             |                                                          |
| 4                                     | Заєць Володимир Володимирович      | 04.11.2010            | середня | член Партії регіонів        | Ярмолинецький територіальний центр, соціальний працівник |
| 5                                     | Крапівіна Наталія Миколаївна       | 04.11.2010            | вища    | член Партії регіонів        | ВАТ «Хмельницькобленерго», оператор                      |
| 7                                     | Крук Борис Броніславович           | 04.11.2010            | середня | член Партії регіонів        | тимчасово не працює                                      |
| 8                                     | Ордак Микола Миколайович           | 04.11.2010            | середня | член Партії регіонів        | тимчасово не працює                                      |
| 12                                    | Пернацький Володимир Володимирович | 04.11.2010            | середня | член Партії регіонів        | КП «Хмельницькбудзамовник», будівельник                  |
| Політична партія Народний Рух України |                                    |                       |         |                             |                                                          |
| 11                                    | Цибульська Ольга Іванівна          | 04.11.2010            | середня | член Народного Руху України | Антоновецька бібліотека-клуб, завідувачка                |
| Самовисування                         |                                    |                       |         |                             |                                                          |
| 1                                     | Бохняк Галина Броніславівна        | 04.11.2010            | середня | позапартійна                | ХОПЛ№ 1, молодша медсестра                               |
| 2                                     | Гнидюк Антоніна Петрівна           | 04.11.2010            | вища    | член Єдиного Центру         | Антоновецька сільська рада, бухгалтер                    |
| 3                                     | Гуменюк Зоя Анатоліївна            | 04.11.2010            | середня | член Партії регіонів        | ВАТ «Борщівсирзавод», заготівельник молока               |
| 6                                     | Тімошкова Світлана Миколаївна      | 04.11.2010            | середня | член Єдиного Центру         | тимчасово не працює                                      |
| 9                                     | Мацікевич Галина Василівна         | 04.11.2010            | вища    | член Єдиного Центру         | Антоновецька сільська рада, секретар                     |
| 10                                    | Ленюк Антон Людвигович             | 04.11.2010            | вища    | позапартійний               | пенсіонер                                                |